# 西川敬三郎
西川 敬三郎（にしかわ けいざぶろう、1919年7月10日 - 没年不明）は、日本の俳優。本名は同じ。東京市（現：東京都）出身。新築地劇団、劇団五月座、劇団薔薇座、劇団新作座を経て、エヌ・エー・シーに所属していた。
特技は売り声、物真似。

## 出演作品

### テレビドラマ

#### NHK
- コント 「ニコニコ社長」（1953年） - 経理課長
- みんなの楽天地「月夜のパラソル」（1954年） - 地利
- 今晩わメイコです（1954年 - 1955年）
- 素人ラジオ探偵局
  - 「犬も喰はない話」（1955年）
  - 「酋長なんかこわくない」（1955年） - ジム
  - 「忠臣藏意外伝」（1955年）
  - 「猫に小判 -NHKホール-」（1956年） - 留吉
  - 「唐人おチキ」（1956年） - 鶴吉
  - 「仮装競艶録 -NHKホール-」（1956年） - 健太
- 半七捕物帳 第6作「お化け師匠」（1955年） - 仙吉
- 五文叩き（1956年）
- 春風のいたづら（1956年）
- 鮨（1956年） - 客
- おいらの町（1956年 - 1958年）
- 明日という日（1957年） - 政
- お好み日曜座
  - 「コメディー 俺は強いんだぞ」（1957年）
  - 「春鶯夢」（1959年）
  - 「軍配」（1959年）
- テレビ図書館「魔法の梨の木 聊斎志異から」（1959年）
- しかもバスは走って行く（1959年）
- 学園まえ（1961年 - 1962年）
- デン助ショー 紙芝居人生（1961年）
- 講談ドラマ「河内山宗俊」（1961年）
- 事件記者
  - 第215話「やせ犬 前編」（1962年）
  - 第316話「取材源」（1964年）
- 大河ドラマ
  - 太閤記（1965年） - 義昭の下人
  - 竜馬がゆく 第52話（1968年） - 刺客
  - 樅ノ木は残った（1970年）
  - 峠の群像（1982年） - 竹島の番頭
  - 春の波涛 第16話「女ごころ」（1985年） - 閣僚
- アイウエオ 第54話（1968年）
- 銀河テレビ小説 煙が目にしみる 第2話（1981年）
- 腕におぼえあり 第2シリーズ 第7話「雨中の決闘」（1992年）
- ドラマ新銀河 拝啓自治会長殿 第8 - 10話（1995年）

#### NTV
- 青春スイート娘（1954年）
- 宮本武蔵（1957年 - 1958年）
- 山一名作劇場
  - 坊つちやん（1957年） - 野だいこ
  - 丹下左膳（1958年 - 1958年）
- 紅あざみ（1957年 - 1958年）
- 心にもない事いうんじゃない（1958年）
- 灯、今も消えず「平賀源内」（1959年）
- 人生うらおもて 第6話「嫉妬の報酬」（1960年）
- テレビ劇場「銀杏の女」（1961年）
- 半七捕物帳 第2話（1961年）
- 日産スター劇場 独立火消隊（1964年）
- 青雲五人の男（1966年）
- 弥次喜多隠密道中 第16話「二人の無宿者」（1972年）
- 太陽にほえろ!
  - 第28話「目には目を」（1973年） - 野口
  - 第41話「ある日、女が燃えた」（1973年） - 田野村課長
  - 第82話「最后の標的」（1974年） - 銃器室の巡査
  - 第104話「葬送曲」（1974年）
  - 第122話「信念に賭けろ!」（1974年） - 木村巡査部長
  - 第247話「家出」（1977年） - 紡績工場長
  - 第287話「ある娘」（1978年） - 薬局主人
  - 第351話「密室殺人」（1979年） - 陶磁器業界関係者
  - 第371話「愛するもののために」（1979年） - おでん屋台の主人
  - 第442話「引金に指はかけない」（1981年） - 第一松春荘大家
  - 第454話「スコッチ、市民を撃つ」（1981年） - 広谷あやの近所の男
  - 第507話「この街で-」（1982年） - マンション大家
  - 第567話「純情よ、どこへゆく」（1983年） - スカイマンション管理人
  - 第616話「カエルの子」（1984年）
  - 第664話「マイコンがトシさんを撃った!」（1985年）
- 伝七捕物帳
  - 第5話「十手さばきに恋が咲く」（1973年）
  - 第71話「むすめ捕物花ざかり」（1975年） - 彦兵衛
  - 第120話「子は宝 情の折檻」（1976年） - 忠兵衛
  - 第152話「哭いた川面の夫婦鳥」（1977年） - 東庵
- 金曜劇場 消えた巨人軍（1978年） - 大衆食堂の主人
- 西遊記II 第13話「人食い妖怪 若返りの泉」（1980年） - 老人
- 猿飛佐助 第10話「大三角帆作戦 回転飛行」（1980年） - 馬十
- 新五捕物帳
  - 第120話「同心涙の別れ歌」（1980年）
  - 第170話「向島から来た女」（1982年） - 種松
  - 第188話「情けを斬った白刃」（1982年） - 番頭
- 大江戸桜吹雪、八千両の舞（1981年）
- 幻之介世直し帖
  - 第2話「はやぶさが助けたおしどり瓦版」（1981年） - 仁平
  - 第24話「はやぶさは永遠に翔ぶ」（1982年）
- あんちゃん 第1話「父死ス、兄チャン帰レ!」（1982年）
- 右門捕物帖
  - 第6話「八丁堀ララバイ」（1982年）
  - 第10話「ひとりぽっちの童唄」（1983年）
- 誇りの報酬 第26話「爆走!カージャック大追跡」（1986年）
- 銭形平次（1987年）
  - 第7話「猫が見ていた」
  - 第32話「間違えられた人質」
  - 第34話「恐怖の手毬唄」
- 火曜サスペンス劇場
  - 女検事・霞夕子
    - 女検事 霞夕子 第6作「別荘の女」（1988年）
    - 新・女検事 霞夕子 第4作「輸血のゆくえ」（1995年）

  - 女弁護士 高林鮎子 第5作「かいじ12号小淵沢で消えた不在証明」（1989年） - 滝沢俊作
  - 松本清張スペシャル・家紋（1990年）
  - 六月の花嫁シリーズ 第5作「スイートホーム殺人事件」（1992年）
- 木曜ゴールデンドラマ 父の贈りもの（1989年）

#### KR（TBS）
- 日真名氏飛び出す（1955年 - 1962年）
- ほほえみ一家（1958年）
- 東芝日曜劇場 第80回「木曽のなかのりさん」（1958年）
- デン助のサラリーマン物語（1958年 - 1959年）
- 大洋劇場「コメディ 本番OK」（1958年 - 1959年）
- 日立劇場 宇野信夫ドラマ集 新大岡政談 第13・14話「権三助十 前編・後編」（1958年）
- コメディフランキーズ 第32話「夫婦系図」（1964年）
- 七人の刑事
  - 第2シーズン
    - 第155話「偽名」（1964年）
    - 第255話「黒い流れ」（1966年）

  - 第3シーズン 第38話「夜歩く死者」（1979年）
- おかあさん 第2シリーズ 第291話「六月の花嫁」（1965年）
- コメットさん（1968年）
  - 第49話「空へ飛んだ自動車」 - ガソリンスタンドのおじさん
  - 第75話「わんぱく受験生」 - プラモデル店店主
- 怪奇大作戦 第8話「光る通り魔」（1968年） - 清水課長（北都住宅公団会計課）
- ウルトラシリーズ
  - ウルトラマンA 第33話「あの気球船を撃て!」（1972年） - 医師 ※ノンクレジット
  - ウルトラマンタロウ 第9話「東京の崩れる日」（1973年） - 建設会社責任者
- 刑事くん 第2部 第11話「赤い風船と腕時計」（1973年）
- 花王 愛の劇場
  - 五番町夕霧楼（1974年）
  - 夫婦（1982年）
  - 妻の定年（1983年）
- 白い荒野 第8話「栄光がくずれる日」（1977年）
- Gメン'75 第210話「出刃包丁を持った男」（1979年）
- ふぞろいの林檎たち 第5話「親友は誰ですか」（1983年）

#### CX
- 味の素・家庭劇場
  - 第12回「ほのぼの駅長」（1958年）
  - 第23回「孤島隊物語」（1959年）
- 東芝土曜劇場 第77回「卑怯者」（1960年）
- 第7の男 第2話「黒い炎」（1964年）
- 忍者部隊月光 第94・95話「ゴースト作戦 - 前・後篇」（1965年） - 吾助
- 銭形平次
  - 第199話「暮六つの鐘」（1969年） - 喜三郎
  - 第351話「女将棋指し」（1973年）
  - 第397話「万七必死にて候」（1973年） - 太兵衛
  - 第522話「錆びていた十手」（1976年） - 桔梗屋
- 旗本退屈男 第3話「亥の刻ご用心」（1970年） - 番頭
- ミラーマン 第23話「土星怪獣アンドロザウルス襲来!」（1972年） - 警官
- 男の償い（1972年）
- ぶらり信兵衛 道場破り 第17話「やきいもや」（1974年）
- どてらい男 第62話「死んだらいやや!」（1974年）
- 新宿警察 第24話「青い目の傷痕 (きずあと)」（1976年）
- 華麗なる刑事 第19話「ロックンローラーは狼の匂い」（1977年）
- 江戸の渦潮 第5話「酔いどれ十手」（1978年）
- 同心部屋御用帳 江戸の旋風IV 第18話「おやえと恋人たち」（1979年）
- 江戸の激斗 第8話「宿場の対決」（1979年）
- 大空港 第68話「報復の弾道が闇を裂く! 頂上作戦・地獄の綱渡り」（1980年）
- 大捜査線 第11話「入社式」（1980年）
- 旅がらす事件帖 第3話「涙に濡れた姉妹鈴」（1980年）
- 闇を斬れ 第18話「おんなの罠」（1980年）
- 江戸の朝焼け 第19話「裏街の用心棒」（1981年）
- 同心暁蘭之介 第10話「殺し講もうで」（1981年）
- 時代劇スペシャル「音なし源 さの字殺し」（1983年）

#### NET→ANB
- NECサンデー劇場 流氷の町（1960年）
- 人生悩むべからず「ホンモノ・ニセモノ」（1961年）
- 特別機動捜査隊
  - 第91話「浮草」（1963年）
  - 第101話「台風圏」（1963年）
  - 第102話「続 台風圏」（1963年）
  - 第122話「ひったくり」（1964年）
  - 第133話「轢き逃げ」（1964年）
  - 第148話「老刑事の死」（1964年）
  - 第188話「とうきょう赤坂」（1965年）
  - 第206話「大都会 前編」（1965年）
  - 第277話「春の波紋」（1967年）
  - 第293話「飛び散る青春」（1967年） - 丸山
  - 第317話「秘められた怒り」（1967年） - 飲み屋店主
  - 第329話「花散りぬ」（1968年） - 仙三
  - 第346話「嵐の中の恋」（1968年）
  - 第412話「凍った蒸発」（1969年）
  - 第448話「刑事」（1970年） - 医者
  - 第449話「俺たちは流れ星同志」（1970年） - 北川
  - 第460話「砂の墓」（1970年）
  - 第772話「妻と愛人のメロディー」（1976年） - 深尾
- 鉄道公安36号
  - 第32話「奢れる遊戯」（1964年）
  - 第71話「一時預け」（1964年）
  - 第77話「宇高連絡船」（1964年）
  - 第79話「消えた荷箱」（1964年）
  - 第195話「伊豆の漁火」（1967年）
- 廃虚の唇 第8話（1964年）
- 判決 第127話「老いた愛」（1965年）
- 忍者ハットリくん+忍者怪獣ジッポウ 第20話「ハットリくんの名探偵でござる」（1967年） - 原野クロオ
- ナショナルゴールデン劇場 第15作「淵の底」（1968年）
- 天を斬る 第5話「祝いの夜」（1969年）
- 鬼平犯科帳 第1シリーズ
  - 第6話「本所・桜屋敷」（1969年） - 文治郎
  - 第25話「男の毒」（1970年） - 総上の三五郎
  - 第41話「白浪看板」（1970年）
  - 第58話「雨の湯豆腐」（1970年）
- 緋剣流れ星お蘭 第11話「ねらいが逆よ!」（1969年）
- 人形佐七捕物帳 第19話（1971年）
- 天皇の世紀（1971年）
  - 第4話「地熱」 - 中山忠能
  - 第9話「急流」
- 遠山の金さん捕物帳
  - 第43話「駆け落ちした女」（1971年） - 喜助
  - 第59話「次郎長を振った女」（1971年） - 山寺屋仙右衛門
  - 第93話「虎が惚れた女」（1972年）
- 鬼平犯科帳 第2シリーズ 第3話「兇賊」（1971年、NET / 東宝） - 大村の主人
- 緊急指令10-4・10-10 第6話「アマゾンの吸血鬼」（1972年） - 西本
- 荒野の用心棒 第21話「山峡に脱獄犯を追って…」（1973年） - 弥平
- ザ・ボディガード 第3話「哀しみの白い雨傘」（1974年）
- 幡随院長兵衛お待ちなせえ 第19話「怪談・鬼火ヶ淵」（1974年）
- 非情のライセンス 第2シリーズ 第12話「兇悪の空白」（1974年） - 本多医師
- 鬼平犯科帳 第24話「泣き味噌屋」（1975年）
- がんばれ!!ロボコン 第117話「ウギャピタリ! コング・ロボコン大暴れ!!」（1977年） - 野口営業課長
- 特捜最前線
  - 第5話「行方不明の愛」（1977年）
  - 第16話「悲曲・断崖の女」（1977年）
  - 第158話「ニューミュージックを唄う刑事!」（1980年）
  - 第166話「それは、職務質問から始まった!」（1980年）
  - 第229話「夜間中学殺人事件!」（1981年）
  - 第255話「張り込み 顔を消した女!」（1982年）
  - 第286話「川崎から来た女!」（1982年）
  - 第300話「鏡の中の女!」（1983年）
  - 第307話「証言を拒む女!」（1983年）
  - 第321話「11時まで待っていた女!」（1983年）
  - 第327話「オランダ坂殺人予告状!」（1983年）
  - 第355話「トルコ嬢のしあわせ芝居!」（1984年）
  - 第370話「隅田川慕情!」（1984年）
  - 第381話「スクープ・真夜中の証言者!」（1984年）
  - 第402話「雪明りの証言者!」（1985年）
  - 第411話「ニューナンブ38口径の謎!」（1985年）
  - 第422話「姑誘拐・ニッポン姥捨物語!」（1985年）
  - 第443話「退職刑事失踪の謎! 瀬戸内に架けた愛!!」（1985年）
  - 第463話「傷痕・男達のララバイ!」（1986年）
- 達磨大助事件帳（1978年）
  - 第21話「還って来た幸福」
  - 第27話「若いのろし」
- 若さま侍捕物帳 第17話「参上!! 子ども鼠」（1978年） - 西海屋藤兵衛
- 俺はあばれはっちゃく 第25話「ガマン旅行だマルヒ作戦」（1980年）
- 西部警察 PART-II 第20話「明日への挑戦」（1982年） - 本庁査問委員
- ただいま絶好調! 第7話「ザ・埋蔵金」（1985年）
- 女ふたり捜査官 第3話「訪れた亡夫の隠し子」（1986年）
- ゴリラ・警視庁捜査第8班 第26話「昨日を忘れた刑事」（1989年）
- 代表取締役刑事 第12話「慕情」（1991年）
- さすらい刑事旅情編V 第8話「大船行き終電車の男・同じ風景の油絵」（1992年）

#### 12ch→TX
- 大江戸捜査網
  - 第2シリーズ 第22話「虹をつかむ男」（1972年）
  - 第3シリーズ
    - 第50話「血染の蛇の目傘」（1974年）
    - 第71話「音次郎撃たれる」（1975年）
    - 第100話「替え玉脱獄作戦」（1975年）
    - 第136話「涙の操り人形」（1976年）
    - 第147話「用心棒の逆襲」（1976年）
    - 第365話「汚れた顔の天使達」（1980年）
- プレイガール 第242話「温泉風俗マッサージ」（1973年）
- 忍者キャプター 第15話「まんじ谷から鬼が来た!」（1976年） - 湯谷秀彦博士
- そば屋梅吉捕物帳 第18話「地蔵も泣いた風車」（1980年） - 鹿島屋
- ドラマ・女の四季「150歳の思春期!?」（1988年）

### 映画
- 暁の追跡（1950年） - 銀次郎
- 蕾の眺め（1986年） - 劇場の客